# 그리스도의 교회 (무악기)
그리스도의 교회는 미국 환원운동(Restoration Movement)의 결과로 가시화되었다. 미국에서는 찬송시 악기사용, 선교회(총회) 운용, 신학(보수/진보) 등의 차이를 두고, 각각 Christian Church, Disciples of Christ, churches of Christ로 분류된다. 침례 및 구원관, 성만찬(주의만찬) 등의 공통점이 있지만, 교회조직이나 교회일치, 신약교회회복 을 위한 구체적인 방법론에 있어서는 상이점이 크다. 찬송시 악기를 사용하지 않는 그리스도의교회는 대체적으로 'Church of Christ'라고 표기하지만 보스톤에 본부가 있는 International Church of Christ 에 소속된 교회들은 또 다른 지류이다. 흔히 무악기계 혹은 아카펠라 그리스도의교회라고 불리는 '그리스도의교회'는 신학적으로 가장 보수적 성향을 띠고 있으며, KCU 대학교(전 그리스도대학교), 등촌중학교 등의 교육기관을 재단 하에 두고 있다.

## 같이 보기
- 그리스도의 교회
- 예배의 규정적 원리